# Wilhelm Griesinger
Wilhelm Griesinger, född 29 juli 1817 i Stuttgart, död 26 oktober 1868 i Berlin, var en tysk läkare.
Griesinger blev 1843 privatdocent, 1847 extra ordinarie professor i Tübingen och 1849 ordinarie professor i Kiel. Han var 1850–1852 ledare för medicinska skolan i Kairo, blev professor i Tübingen 1854, i Zürich 1860 och i Berlin 1865. Han var en av dem som i början av 1840-talet omdanade hela den medicinska forskningen i Tyskland, genom att överge den spekulativa naturbetraktelsen och ställa den på empirisk naturvetenskaplig grund. Griesinger invaldes 1868 som utländsk ledamot av Kungliga Vetenskapsakademien.
Bland Griesingers skrifter märks hans arbeten över hjärn- och nervsjukdomar, hans i Egypten samlade iakttagelser liksom hans förträffliga Pathologie und Therapie der psychischen Krankheiten (1845; femte upplagan 1892) samt ett arbete över infektionssjukdomarna: Infectionskrankheiten (1857; andra upplagan 1864). Mest framstående var Griesinger som psykiater och nervpatolog. Han ivrade för reformer inom den tyska sinnessjukvården, bland annat genom avskaffandet av tvångströjorna. År 1872 utgavs i två band hans Gesammelte Abhandlungen.